# Musalamijski zaljev
Musalamijski zaljev (ar. Davhat al-Musalamijah) nalazi se u istočnoj Saudijskoj Arabiji odnosno na zapadnoj obali Perzijskog zaljeva. Zaljev je nazvan prema naselju Musalamiji smještenom na istoimenom otoku. Proteže se oko 10 km i površina mu iznosi približno 40 km². Područje oko Musalamijskog zaljeva karakterizira izuzetna bioraznolikost odnosno različita staništa kao što su šume mangrova, močvare, koraljni grebeni, klifovi i pješčane dine. Inicijativom europskih znanstvenika godine 1998. proglašen je zaštićenim područjem, a o njegovoj ekozoni objavljeno je 127 stručnih publikacija.